# Javier Méndez
Javier Méndez González (Santa Fé, La Habana, Cuba, 22 de abril de 1964), jugador de béisbol de los equipos Metropolitanos e Industriales e integrante de la Selección de béisbol de Cuba en varios torneos internacionales. Cuatro veces campeón nacional con Industriales y medallista de plata en los Juegos Olímpicos de Sídney 2000, es uno de los jugadores más importantes y queridos del béisbol capitalino de todos los tiempos junto con Armando Capiró, Santiago "Changa" Mederos, Pedro Chávez, Agustín Marquetti y Germán Mesa. Actualmente dirige la selección de Industriales. 

## Debut en Series Nacionales
A la edad de 17 años, ingresa en la máxima categoría del béisbol cubano, vistiendo el uniforme de Metropolitanos y con el número 15 en la espalda. Luego de 4 años con los Metros con buenos resultados, abandona el equipo para marchar rumbo a Industriales.

## Etapa con Industriales
En la temporada 85-86 pasa a formar parte de la nómina de Industriales (el principal equipo de La Habana), junto a otras grandes estrellas del béisbol capitalino como Lázaro Vargas y Juan Padilla, bajo la dirección de Pedro Chávez. Ese año, se coronaría por primera vez en Series Nacionales cuando en el séptimo juego de la eliminatoria contra el equipo de Vegueros en el Estadio Latinoamericano, Agustín Marquetti conecta un histórico jonrón, con Javier Méndez en primera base,  para decretar el triunfo de los azules (Industriales) provocando la invasión del terreno por los aficionados locales.
El próximo título nacional tendría que esperar hasta el año 1992, esta vez bajo la dirección de Jorge Trigoura. En esta Serie, ya con Germán Mesa y Orlando Hernández en el equipo, Industriales tuvo una sólida actuación con 36 victorias y 12 derrotas en la campaña regular, camino que mantendrían en la postemporada con 7 victorias contra sólo una derrota, para llevarse el título sólidamente.
En el año 1996, luego de tres títulos consecutivos de Villa Clara, Javier Méndez e Industriales vuelen a la cima del campeonato derrotando en la gran Final a Villa Clara en 6 partidos con una muy buena actuación de Javier desde el 5 turno al bate.
El último título nacional de Javier fue precisamente el año de su retiro del béisbol activo, en la temporada 2002-2003. Fue en la segunda temporada como director de Rey Vicente Anglada y luego de una mala campaña anterior donde habían quedado en 8.º lugar. Ese año Industriales impondría récord de victorias para las series nacionales (desde la adopción del nuevo formato de 90 juegos) con 66-23, coronándose en la final nuevamente frente a Villa Clara, esta vez por 4 juegos por 0. En esta temporada Javier Méndez impuso una nueva marca de carreras impulsadas para Series Nacionales con 92, además conectó 19 jonrones su cifra más elevada para una Serie, siendo la primera vez que un jugador se retira en la temporada de sus mejores números ofensivos en jonrones e impulsadas.

## Equipo Cuba
En las filas del equipo Cuba juvenil, participa en el campeonato mundial de esa categoría celebrado en Venezuela en 1992, donde Cuba obtiene el título y Javier integra el todos estrellas del torneo junto con otros tres cubanos. En la máxima categoría las participaciones de Javier Méndez en la Selección de béisbol de Cuba  no fueron todo lo numerosas que deberían haber sido para un pelotero de su calidad. Muchas veces fue excluido del equipo por decisiones técnicas que levantaron grandes olas de polémica, principalmente en la capital. Fue integrante del equipo nacional en 1989, 1990, 1998, 1999 y 2000. Logró la medalla de plata en los Juegos Olímpicos de Sídney 2000 y la medalla de oro en la Copa Mundial de Béisbol en 1990.

## 22 Temporadas en el Béisbol Cubano
Fue el recordista de bateo del béisbol cubano desde 1997 hasta el 2005 con una marca ofensiva de.462 lograda durante el torneo Copa Revolución, siendo superado posteriormente por el extra clase bateador tunero Osmani Urritia. Igualmente, al anunciar su retiro, poseía la marca de dobles para campeonatos nacionales con 381, marca que sería superada por el longevo bateador granmense Victor Bejerano.
Además, Javier está entre los 10 primeros bateadores de todos los tiempos en Series Nacionales en varios departamentos ofensivos:
- 8.º en número de Series disputadas: 22
- 10.º en Comparecencias al bate: 7890
- 10.º en Hits: 2101
- 3.º en dobles: 381
- 8.º en Carreras impulsadas: 1174
- 8.º en Sacrificios de fly: 74
- 4.º en Bases por bolas: 1244
- 8.º en OBP: 440

Durante las 22 temporadas que participó en la Serie Nacional de Béisbol, Javier compartió equipo con una de las mejores generaciones del béisbol capitalino de todos los tiempos, entre los que estaban: Lázaro Vargas, Germán Mesa, Juan Padilla, Orlando Hernández y Lázaro Valle entre otros. Fue el último de esta generación dorada en pasar al retiro, compartiendo equipo en el año de su retiro con Kendry Morales, Bárbaro Cañizares y Carlos Tabares las piezas claves del Industriales que repetiría el triunfo un año después de su retiro de los terrenos.